# محمد بن صالح علوی
محمد بن صالح علوی با کنیهٔ ابوعبدالله (؟ - ۸۶۴م) شاعر حجازی هاشمی‌تبار در سدهٔ نهم هجری بود. او را شاعری ظریف می‌دانند که در فنون مدح، غزل، فخر، هجا و کمی وصف سرود.

## زندگی
نسب کاملش «محمد بن صالح بن عبدالله بن موسی بن عبدالله بن حسن بن علی بن ابی‌طالب، هاشمی قرشی» ذکر شده است. از زندگی او چندان آگاهی در دست نیست، جز اینکه اشاره به اشتراک در قیامی علیه خلیفه متوکل در سال ۲۴۰ق/ ۸۵۴م که به مصر و حجاز نیز رسید. پس از پایان‌یافتن بر این انقلاب، او را از حجاز به سامرا منتقل کردند و سه سال زندانی شد. گویند پس از آنکه متوکل را مدح نمود، آزاد شد اما به او، اجازهٔ بازگشت به حجاز داده نشد. محمد بن صالح علوی باقی عمر را در سامرا ماند.